# Gerhard Mans
Pour les articles homonymes, voir Mans.
Gerhard Mans, né le 4 septembre 1987 à Gobabis, est un coureur cycliste namibien.

## Biographie
En 2014, Gerhard Mans est sélectionné en équipe nationale pour participer aux Jeux du Commonwealth. L'année suivante, il devient champion de Namibie du contre-la-montre.

## Palmarès et résultats

### Palmarès par année
- 2013
  - 2e du championnat de Namibie du contre-la-montre
- 2015
  -  Champion de Namibie du contre-la-montre
- 2016
  - 3e du championnat de Namibie du contre-la-montre

### Classements mondiaux
| Année           | 2014 | 2015 | 2016 | 2017 | 2018 | 2019 | 2020 |
| --------------- | ---- | ---- | ---- | ---- | ---- | ---- | ---- |
| UCI Africa Tour | 208e | 151e | 177e |      |      |      | 42e  |